# Jessé (cantor)
Jessé Florentino Santos, conhecido apenas como Jessé (Niterói, 25 de abril de 1952 — Ourinhos, 29 de março de 1993), foi um cantor, compositor e músico brasileiro. Reconhecido por sua voz potente, interpretou sucessos como "Porto Solidão", "Voa Liberdade" e "Solidão de Amigos".

## Biografia
Jessé nasceu na cidade de Niterói, na Travessa Henrique Castrioto, no bairro da Engenhoca. Todavia ele foi criado em Brasília, pois aos seis anos seu pai transferiu-se para trabalhar como funcionário público. Aos treze anos começou a desenvolver seu dom musical  influenciado pela formação cristã, na Igreja Presbiteriana. Aos quatorze já tinha formado seu primeiro conjunto, onde tocava contrabaixo, nos bailes da cidade.
Em 1970, seu pai aposentou-se e voltou para o Rio de Janeiro. Como sua carreira de músico estava traçada pelo destino, Jessé resolveu ficar em Brasília e seguir sua vida.
Já adulto, em 1974, Jessé e seus amigos mudam-se para São Paulo, onde atuou como crooner em boates. Depois, integrou os grupos Corrente de Força e Placa Luminosa, no qual gravou a música Velho Demais, utilizada pela Rede Globo, na novela Sem Lenço, Sem Documento.
Gravou em inglês nos anos 1970, com os pseudônimos de Christie Burgh (1976) e Tony Stevens (1976–1977). Como Tony Stevens, fez sucesso com a música If You Could Remember, gravada para a Novela Tchan - A Grande Sacada, da extinta Rede Tupi. Participou, como cantor, de um LP de músicas católicas, compostas pelo padre Reginaldo Veloso, do morro da Conceição, em Olinda.

### Anos 80
Jessé foi revelado ao grande público em 1980, no Festival MPB Shell, da Rede Globo. Com a música Porto Solidão (Zeca Bahia/Ginko), seu maior sucesso, ganhou o prêmio de melhor intérprete nesse festival. Ainda em 1980, se apresentou no programa Fantástico, com a música Voa Liberdade, que estourou nas paradas de sucesso do ano de 1980. Por conta disso, a música foi incluída no seu disco do ano, juntamente com a canção Porto Solidão. Em 1981 ganhou novamente o Festival MPB Shell como melhor intérprete com a música Estrela Reticente, outro de seus maiores sucessos.
Em 1982 lançou o álbum Jessé Volume 3, que contém a música Solidão de Amigos, que tocou muito nas rádios. Em 1983, no XII Festival da Canção Organização (ou Televisão Ibero-Americana, OTI) realizado em Washington, com a canção Estrela de Papel ganhou os prêmios de melhor intérprete, melhor canção e melhor arranjo para (Jessé/Elifas Andreato); o arranjo da música foi realizado pelo maestro paulista Daniel Salinas.
Em 1985 lança Todos os Palcos, com destaque a faixa honônima e Gaivota Dourada.

### Anos 90
Em 1989, Jessé foi aos Estados Unidos gravar o disco Jessé In Nashville, onde se destacam as faixas América e Novo Amanhecer. No início dos anos 90, Jessé se desentendeu com a RGE, que tentava impor um repertório de sertanejo, assim recusando isso, montou sua própria gravadora (selo Luz), onde estava disposto a receber outros artistas que não tinham seu espaço pelas gravadoras na época. Gravou, em 1992, o disco Raízes, com repercussão nos programas de televisão na época. Deste disco se destaca a música Raízes e Tudo Que Se Quer, gravada com sua filha Vanessa, e Canto Porque Tenho Vida, uma manifestação sobre as gravadoras que impõem aos artistas gravarem o que agrada a elas.

## Morte
Jessé morreu em 29 de março de 1993, aos 40 anos de idade, em consequência de traumatismo craniano ocasionado por um acidente automobilístico. O cantor dirigia um Ford Escort XR3 conversível azul para a cidade de Terra Rica, no Paraná, onde realizaria uma apresentação. O cantor estava com a esposa grávida de cinco meses, Rosana Kozzer, que perdeu a filha, mas sobreviveu. O carro capotou em uma curva e estava com a velocidade aproximada de 190 km/h. Jessé gostava de dirigir em alta velocidade, conforme relatado pelo próprio cantor em entrevista concedida ao apresentador Clodovil Hernandes, em 1992, e por seus familiares em entrevistas após sua morte. Jessé sofrera um acidente de moto por capotamento três anos antes, em 1990, dirigindo na mesma velocidade. Jessé foi sepultado no Cemitério Gethsêmani, sendo alguns anos depois trasladado para o Cemitério Sagrado Coração de Jesus, de Santo André.

### Legado
De voz muito potente, gravou doze discos, como os álbuns duplos O Sorriso ao Pé da Escada e Sobre Todas as Coisas, mas nunca conseguiu os louros da crítica especializada. Deixou, de seu primeiro relacionamento, uma filha, Diva Marques Mendonça Santos reconhecida através de teste de DNA, de sua esposa Dilza Breder, de Alto Caparaó, uma filha, Rebeca Breder Santos Nogueira, cantora neopentecostal em Brasília, o cantor também foi pai de mais três filhos: David, Marcelo e Vanessa. Jessé postumamente teve netos, sendo eles Ana Carolina, Kathleen e Karinny.

## Discografia
- Jessé (1980)
- Jessé vol. 2 (1981)
- Jessé vol. 3 (1982)
- Sorriso Ao Pé da Escada (1983)
- Estrela de Papel (1983)
- Sobre Todas As Coisas (1984)
- Ao Meu Pai (1984)
- Todos Os Palcos (1985)
- Eterno Menino (1987)
- Convite Para Ouvir Jessé - Coletânea (1988)
- Jessé - Série Brilho (1988)
- Jessé In Nashville (1989)
- Glória Ao Pai - Coletânea (1991)
- Raízes (1993)
- Voa Liberdade (1993)
- Jessé - 20 Preferidas Vol.1 (1996)
- Jessé - 20 Preferidas Vol.2 (1997)
- Pérolas - Coletânea (2000)
- O Inesquecível Jessé (2003)